# Schedophilus medusophagus
Schedophilus medusophagus, conosciuto comunemente come mangiameduse, è un pesce d'acqua salata appartenente alla famiglia Centrolophidae.

## Distribuzione e habitat
Questa specie è diffusa nell'Atlantico boreale, dalla Groenlandia al North Carolina e dalla Norvegia alle Isole Azzorre. È presente anche nel Mediterraneo occidentale. Alcuni studi sembrano confermare la sua presenza anche in acque australiane. Gli esemplari giovanili vivono in acque più basse, gli adulti si spingono anche a profondità più elevate.

## Descrizione
Il corpo è ovaloide, piuttosto compresso ai fianchi, gli occhi grandi (ma più piccoli degli altri congeneri). La pinna dorsale è bassa e allungata, così come la pinna anale, più corta. La pinna caudale è bilobata, le ventrali sottili. La livrea giovanile presenta una colorazione rosso cupo tendente al viola, con macchie più scure su corpo e pinne, mentre la testa è più chiara. Gli adulti invece sono olivastri, tendenti al blu grigio scuro, con chiazze nerastre su corpo e pinne.

Raggiunge una lunghezza di 50 cm.

## Alimentazione
Si nutre di ctenofori e meduse (tra cui quelle del genere Atolla).

## Pesca
Pescato occasionalmente, soprattutto mediante le reti a strascico. Sembra che le sue carni, forse a causa della dieta a base di meduse urticanti, possano causare qualche disturbo gastroenterico